# Jesse Powell
Jesse Powell (Gary, 12 settembre 1971 – Los Angeles, 13 settembre 2022) è stato un cantautore statunitense. Noto in particolare per il brano di successo You, nel corso della sua carriera ha pubblicato 4 album in studio.

## Biografia

### Origini e successo
Nato e cresciuto nella città di Gary, Powell si è avvicinato al mondo della musica fin da bambino: la sua intera famiglia era infatti solita esibirsi in spettacoli musicali. Fu proprio durante una di queste esibizioni che, nel 1993, Powell fu notato dal produttore Carl Roland, il quale gli permise di ottenere un contratto con l'etichetta Silas Records, successivamente assorbita dalla major MCA Records. Nel 1996 l'artista debuttò discograficamente con un album eponimo da cui vennero estratti i singoli All I Need, Gloria e I Like It. L'album raggiunse la posizione 32 nella Billboard 200.
Due anni dopo pubblicò il suo secondo album 'Bout It, i cui singoli I Wasn't with It e You riuscirono a piazzarsi nella Billboard Hot 100. In particolare You fu un grande successo commerciale, con un piazzamento alla decima posizione della suddetta classifica e alla seconda posizione della classifica R&B di Billboard. L'album ottenne invece un piazzamento alla posizione 63 della Billboard 200 e uno alla vetta della classifica Top Heatseekers, oltre a ottenere un disco d'oro per aver venduto oltre 500 mila copie nel mercato statunitense. Billboard posizionò inoltre l'album alla numero 53 nella classifica degli album R&B e hip hop di maggior successo del 1999.
Nel 2001 Powell pubblicò il suo terzo album in studio JP, supportato dai singoli Something in the Past e I'm Leaving. Nel 2003 l'arista pubblicò il suo quarto e ultimo album Jesse, l'unico della sua carriera pubblicato via Riviera/Liquid 8. In seguito alla pubblicazione di questo disco, Powell si ritirò dalla scena musicale, continuando tuttavia a lavorare dietro le quinte del mondo dello spettacolo come collaboratore di altri artisti e produttore televisivo.

### Morte
Gary Powell è deceduto il 14 settembre 2022 nella propria casa di Los Angeles all'età di 51 anni. Il decesso è stato causato da un arresto cardiaco.

## Stile e ispirazioni musicali
Powell possedeva un'estensione vocale pari a 4 ottave.

## Discografia

### Album
- 1996 – Jesse Powell
- 1998 – 'Bout It
- 2001 – JP
- 2003 – Jesse

### Singoli
- 1996 – All I Need
- 1996 – Gloria
- 1996 – I Like It
- 1998 – I Wasn't with It
- 1999 – You
- 1999 – Bout It, 'Bout It
- 2000 – If I
- 2001 – Something in the Past
- 2001 – I'm Leaving
- 2003 – By the Way
- 2003 – Touching It Tonigh